# مجانسات الحوت الأولي
مجانسات الحوت الأولي (الاسم العلمي: †Protocetinae) هي أسرة من الثدييات المنقرضة تتبع فصيلة الحيتان الأولية من رتبة مزدوجات الأصابع.

## أجناس
- حوت أولي
- حوت مصري
- حوت مزدوج الأصابع
- حوت مفرض
- حوت الغمّاس
- حوت هندي
- حوت الأم
- حوت كسراني
- حوت رودو
- حوت تاكرا
- حوت توغو